# الفبای افغان
 الفبای افغان عنوان فیلمی است مستند به کارگردانی محسن مخملباف. این فیلم محصول سال ۲۰۰۲ میلادی است. به خاطر این فیلم محسن مخملباف جایزه «بهترین فیلم» را از جشنواره بین‌المللی فیلم داکیومنت آرت، آلمان ۲۰۰۲ گرفت.